# Bågavattnet
Bågavattnet är en sjö i Krokoms kommun i Jämtland och ingår i Indalsälvens huvudavrinningsområde. Sjön har en area på 0,201 kvadratkilometer och ligger 567 meter över havet. Sjön avvattnas av vattendraget Hasslingsån (Fjällån).

## Delavrinningsområde
Bågavattnet ingår i det delavrinningsområde (711100-142710) som SMHI kallar för Utloppet av Bågavattnet. Medelhöjden är 617 meter över havet och ytan är 2,02 kvadratkilometer. Räknas de 13 avrinningsområdena uppströms in blir den ackumulerade arean 50,11 kvadratkilometer. Hasslingsån (Fjällån) som avvattnar avrinningsområdet har biflödesordning 3, vilket innebär att vattnet flödar genom totalt 3 vattendrag innan det når havet efter 308 kilometer. Avrinningsområdet består mestadels av skog (80 procent) och sankmarker (10 procent). Avrinningsområdet har 0,2 kvadratkilometer vattenytor vilket ger det en sjöprocent på 9,7 procent.